# فی وبستر
فی کانل وبستر (به انگلیسی: Faye Connell Webster؛ زادهٔ ۲۵ ژوئن ۱۹۹۷) خواننده-ترانه‌پرداز اهل آتلانتا، جورجیا می‌باشد. 

## اوایل زندگی
فی کانل وبستر در ۲۵ ژوئن سال ۱۹۹۷ در آتلانتا، جورجیا چشم بر جهان گشود. چند نفر از اعضای خانواده‌اش نیز موسیقی‌دان هستند؛ پدربزرگش به نام کوربین، گیتاریست موسیقی بلوگرس در تگزاس بود، مادرش گیتاریست و نوازنده فیدل بود و کوچک‌ترین برادرش در دوران دبیرستان در یک گروهٔ راک می‌نواخت. وبستر در سن ۱۴ سالگی شروع به نوشتن موسیقی نمود. او در دبیرستان هنری دبلیو. گرادی در آتلانتا تحصیل می‌کرد، و با چند تا از دوستانش یک گروه رپ تشکیل داد. پدرش پس از تماشای اجرای او در شب‌هایی که به‌طور آزاد به اجرا می‌پرداخت، به او توصیه کرد که آثار موسیقایی‌اش را ضبط کند تا مخاطبان بتوانند آن را با خود به خانه ببرند.